# 黎仕海
黎仕海，SBS，JP（1946年12月16日—），香港機電工程師，1981年投身公務員團隊，2001年至2006年間出任機電工程署署長。他上任期間實行了住宅式氣體用具批准計劃，使得往後在香港使用、具認可「GU標誌」的爐具符合國際安全標準。而他帶領的機電工程營運基金曾奪得由香港管理專業協會頒發的優質管理獎金獎。黎仕海退休後曾被委以香港學術及職業資歷評審局委員公職。

## 背景

### 早年生活
黎仕海早年在香港島上環成長，就讀東華三院李西疇紀念小學（原稱東華三院香港第一小學），1959年小六畢業後通過小學升中試升讀鄧肇堅維多利亞官立中學，與前香港廉政公署執行處副處長徐家傑、前屋宇署署長鄔滿海以及前差餉物業估價署署長彭贊榮為同屆同學。他於1964年中五畢業，當時在1959年考獲由葛量洪獎學基金委員會頒發的葛量洪獎學金，因此能夠免費入讀中學。黎仕海後來報讀香港工業專門學院電機工程系，1967年以優異成績取得電機工程學高級文憑。因為成績優異，所以他獲校方推薦赴英國參與「Scheme A」工程學徒訓練，為期19個月，同步在布魯內爾大學攻讀電子與機電工程學碩士學位。

### 專業之路

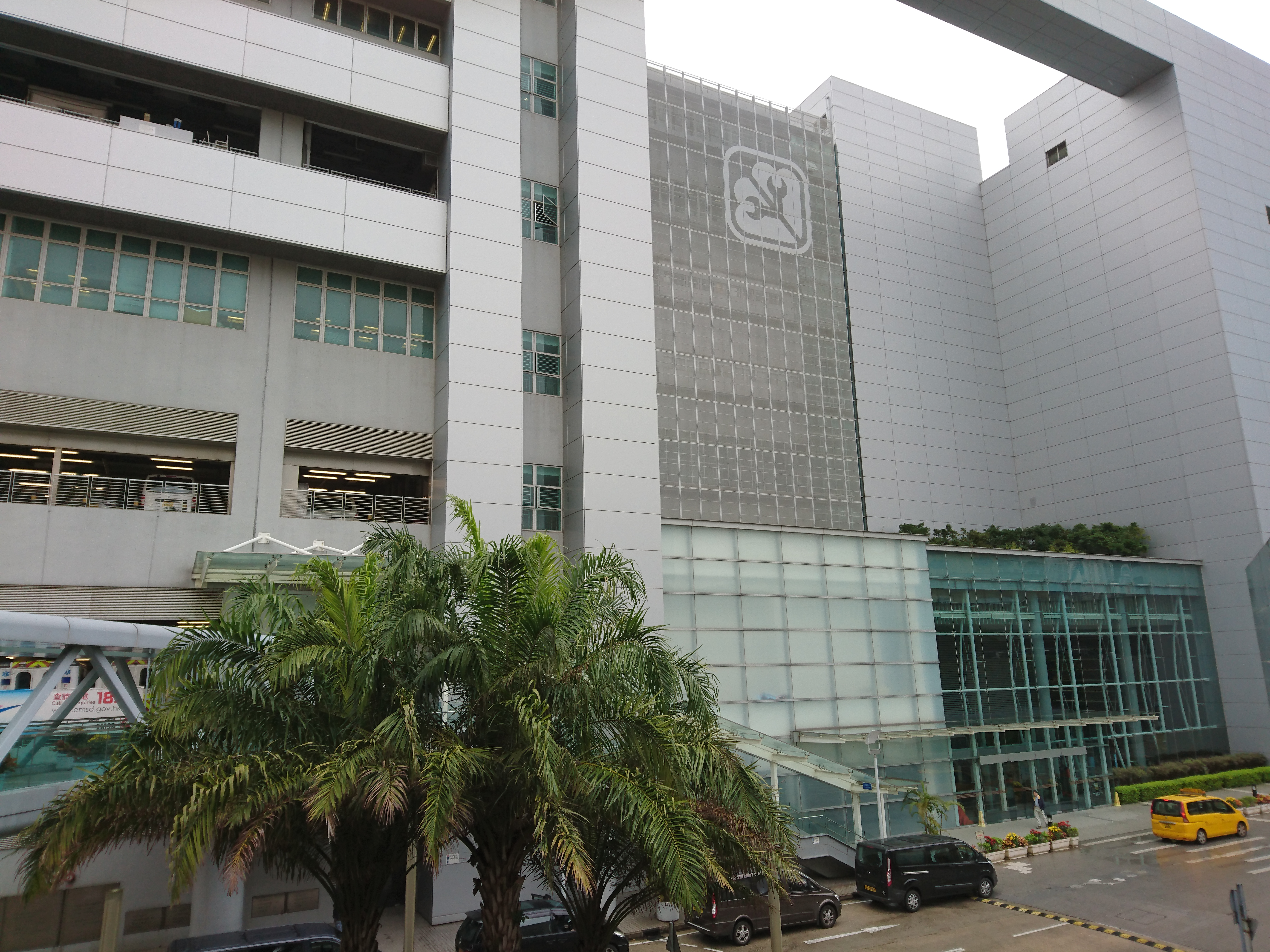
位於九龍灣啟成街3號的機電工程署總部大樓是黎仕海任內負責的項目之一。

1971年，黎仕海學成回港，初年入職一間電子公司。1972年轉投中華電力任資料部助理工程師，後於1976年8月因應中華電力計劃為九龍及新界供電網裝設電腦資料設備，於是被公司派到美國波士頓和費城接受操作訓練3個月，繼而轉到瑞士學習6個星期。直至1977年離開中華電力，未幾曾經短暫入職機電工程署。在1978年至1981年3月之前，黎仕海任職地鐵公司，有份建設地下鐵路第一期路線（荃灣綫、修正早期系統）。他到了1981年3月才加入政府任職電訊工程師，1989年4月晉升為總電子工程師。而成為公務員首10年，他於1980年代致力改善公立醫院和診所內使用的各類醫療儀器和專科設備的質素，還促進大型醫院主導其醫學電子工程發展進程，即設立優質工作室來提供可靠服務。進入1990年代，他更幫助香港大學開設修業期為兩年的生物醫學工程校外證書課程。
黎仕海及後於1994年7月被擢升為政府機電工程師，1998年4月升為機電工程署副署長（規管服務）。2001年1月17日接替梁湛添出任機電工程署署長，兼任機電工程營運基金總經理，至2006年12月15日退休。此前他在1999年7月獲委任為太平紳士。服務政府多年，他於2007年基於「致力為其他政府部門和公營機構提供高質素的工程方案和服務」而獲香港特別行政區政府頒授銀紫荊星章。2007年至2009年間擔任香港學術及職業資歷評審局委員。

### 公職貢獻
2006年12月退休前，黎仕海服務政府滿25年。其任內首項達成的目標是爭取 OHSAS 18001 職業安全衛生管理系統認證。由於重視能源如何有效地應用，他主理過用電需求管理計劃，亦分階段督導檢查淡水冷卻塔的操作情況，研判採用蒸發式冷卻塔去節省能源。另外，他從測量風力數據評估風力發電的發展潛力，支持建成風力監測站，以配合風力量度研究，也支持建立風力資源圖，以構建關於可再生能源技術的互聯網平台。
隨著環保成為大趨勢，黎仕海主張擴大太陽能發電的用途，開展過電力技術研究。2005年在其監督下，機電工程署位於九龍灣啟成街3號的總部大樓落成；該項大樓正是首推節能項目。當時他通過大樓內的機電工程署展覽館推廣節約能源，又宣傳能源效益標籤。
工業安全方面，黎仕海協助制定或建立氣體安全與相關標準及守則，如強制所有新進口或香港製造的氣體爐具必須送檢兼進行安全評估（即2003年實施、發放「GU標誌」的住宅式氣體用具批准計劃）、審批安全喉管進口、批准推行住宅式氣體熱水爐裝置規定守則等等。2000年代初社會關注機電與電氣安全，他領導署方實行一連串的政策。不但舉辦「機電安全嘉年華」公眾教育活動，而且針對查閱最新資料及違例紀錄問題，落實向負責監管電器和機械裝置安全的巡查隊伍分派電子手帳。2003年與時任國家質檢總局檢驗監管司司長孫大偉簽署「機電產品安全合作安排」文件。2005年至2006年間則探討過引入升降機及自動梯技工註冊計劃，又就提高維修服務水平制定車輛維修技工註冊計劃。同期優化處理升降機或自動梯工程師註冊申請的過程。
另一方面，政府於1990年代末到2000年代初強化對石油氣使用層面的管理。黎仕海監察香港石油氣加氣網絡的發展狀況，與此同時持續增加對經審批的石油氣加氣站的巡查次數 。

### 其他資料
2003年香港爆發嚴重急性呼吸系統綜合症，黎仕海指示工程師於3天之內為九龍醫院安裝了297把抽氣扇，從而防止病毒擴散。此外，身為香港設施管理學會榮譽院士的他，曾是香港中文大學電子工程學諮詢委員會委員、香港理工大學電機工程學系顧問委員會主席和香港能源工程師學會會長。學術上曾任香港大學土木工程系客座教授。為加強工程師的質素，包括生物醫學工程專業，他推動過資訊科技見習工程師訓練計劃。
2005年，黎仕海獲選為第5屆香港理工大學傑出校友。

## 個人生活
黎仕海愛好唱歌，退休後不時於音樂會上獻唱粵曲。